# نادي ميريدا
الرابطة الرياضية ماردة (بالإسبانية: Asociación Deportiva Mérida، SAD)‏ هو نادي كرة قدم إسباني يقع مقره في ماردة، في منطقة إكستريمادورا المتمتعة بالحكم الذاتي. تأسس في عام 2013. يعتبر النادي خليفة نادي مريدا ، ويلعب حاليًا في الدوري الإسباني الدرجة الثالثة - المجموعة الأولي.

## تاريخ
تأسس النادي في 19 فبراير 2013 وبعد ستة أيام تم تسجيله في السجل العام للكيانات الرياضية في إكستريمادورا. تم حل ماردة UD في وقت لاحق من عام 2013. وثم اشتري النادي الجديد ماردة AD مكانه في الدوري الإسباني الدرجة الرابعة (بالإسبانية: Tercera División)‏.
في 30 مايو 2015، صعد النادي إلى الدرجة الثانية ب (الدوري الإسباني الدرجة الثالثة حاليًا) بعد هزيمة نادي لاريدو (بالإسبانية: CD Laredo)‏ بنتيجة 2–1 في مجموع المباراتين في تصفيات التأهل. في 27 أغسطس من ذلك العام، تنافس الفريق في كأس ملك إسبانيا لأول مرة، وخسر 0-3 على أرضه أمام بينيا سبورت في الجولة الافتتاحية.
في موسم 2017–18 ، خرج النادي من الدور الثاني من الكأس، حيث خسر 2–0 أمام نادي فوينلابرادا. انهى النادي الموسم بالهبوط إلى الدرجة الرابعة بعد التعادل 2-2 في مجموع المباراتين (وخسرته بسبب أفضلية الأهداف خارج الديار) أمام نادي كوروتشو في تصفيات الهبوط، عاد النادي بعد عام إلي الدرجة الثالثة بعد فوزه بركلات الترجيح على نادي سوكيلاموس (بالإسبانية: UD Socuéllamos)‏.
بعد إعادة هيكلة أنظمة الدوريات في إسبانيا في عام 2021، تم وضع ماردة في دوري الدرجة الرابعة الجديد (بالإسبانية: Segunda División RFEF)‏ . في ذلك الموسم، جاءوا وصيفًا في مجموعتهم خلف نادي قرطبة وحققوا الصعود عبر المباريات الفاصلة بفوزهم 2-0 في الوقت الإضافي على نادي تيرويل (بالإسبانية: CD Teruel)‏.

## المواسم
| الموسم  | الدوري                         | اسم الدوري بالإسبانية | الترتيب    | كأس ملك إسبانيا |
| ------- | ------------------------------ | --------------------- | ---------- | --------------- |
| 2013–14 | الدوري الإسباني الدرجة الرابعة | 3ª                    | الوصيف     |                 |
| 2014–15 | الدوري الإسباني الدرجة الرابعة | 3ª                    | البطل      |                 |
| 2015–16 | الدوري الإسباني الدرجة الثالثة | 2ª B                  | الثامن     | الدور الأول     |
| 2016–17 | الدوري الإسباني الدرجة الثالثة | 2ª B                  | الخامس     |                 |
| 2017–18 | الدوري الإسباني الدرجة الثالثة | 2ª B                  | السادس عشر | الدور الثاني    |
| 2018–19 | الدوري الإسباني الدرجة الرابعة | 3ª                    | البطل      |                 |
| 2019–20 | الدوري الإسباني الدرجة الثالثة | 2ª B                  | التاسع عشر | الدور الثاني    |
| 2020–21 | الدوري الإسباني الدرجة الثالثة | 2ª B                  | السادس     |                 |
| 2021–22 | الدوري الإسباني الدرجة الرابعة | 2ª Fed.               | 2nd        |                 |
| 2022–23 | الدوري الإسباني الدرجة الثالثة | 1ª Fed.               | الثامن     | الدور الثاني    |
| 2023–24 | الدوري الإسباني الدرجة الثالثة | 1ª Fed.               | الثاني عشر |                 |
| 2024–25 | الدوري الإسباني الدرجة الثالثة | 1ª Fed.               |            |                 |

- 3 مواسم في Primera Federación
- 5 مواسم في دوري الدرجة الثانية ب
- موسم واحد في دوري الدرجة الثانية RFEF
- 3 مواسم في الدرجة الثالثة

## الفريق الحالي
آخر تحديث 30 أغسطس 2024..
ملاحظة: تشير الأعلام إلى المنتخب الوطني على النحو المحدد في قواعد الأهلية للفيفا. قد يحمل اللاعبون أكثر من جنسية واحدة غير تابعة للفيفا.
| الرقم | البلد            | المركز | اللاعب               |
| ----- | ---------------- | ------ | -------------------- |
| 1     | إسبانيا          | حارس   | خوانبا بالوماريس     |
| 3     | إسبانيا          | مدافع  | سيرجيو سيجورا غارسيا |
| 4     | إسبانيا          | مدافع  | مانويل بوناك اسيفيدو |
| 5     | إسبانيا          | مدافع  | لويس باريجا          |
| 6     | إسبانيا          | وسط    | ميكي مونيوز          |
| 7     | إسبانيا          | مهاجم  | ألفارو خوان          |
| 8     | إسبانيا          | مهاجم  | خافي اسلافا          |
| 9     | المغرب           | مهاجم  | محمد مزيان           |
| 10    | إسبانيا          | وسط    | خوانجو سانشيز        |
| 11    | إسبانيا          | مهاجم  | كارلوس دونسيل        |
| 12    | الولايات المتحدة | وسط    | جاك بير              |
| 13    | إسبانيا          | حارس   | Dani Vicente         |
| 14    | إسبانيا          | مهاجم  | ليبرتو بلتران        |

| الرقم | البلد               | المركز | اللاعب                               |
| ----- | ------------------- | ------ | ------------------------------------ |
| 15    | الأرجنتين           | مدافع  | ماتيو بريفيديني                      |
| 16    | إسبانيا             | مهاجم  | بابلو جارسيا                         |
| 17    | غينيا الاستوائية    | وسط    | بابلو غانيت                          |
| 18    | إسبانيا             | مدافع  | إليسيو فالكون                        |
| 19    | إسبانيا             | مدافع  | فيليبي ألفونسو سريادو                |
| 20    | جمهورية الدومينيكان | مدافع  | شربل وهبي (معار من ريال أوفييدو)     |
| 21    | إسبانيا             | وسط    | راؤول بينيت                          |
| 22    | إسبانيا             | مدافع  | ماريو كليمنت                         |
| 23    | إسبانيا             | وسط    | بوسي                                 |
| 26    | إسبانيا             | حارس   | إيكر ماسيا                           |
| 28    | إسبانيا             | وسط    | ساؤول ديل سيرو (معار من نادي بورغوس) |
|       | الأرجنتين           | مدافع  | توماس بوردال                         |

### خارج على سبيل الإعارة
ملاحظة: تشير الأعلام إلى المنتخب الوطني على النحو المحدد في قواعد الأهلية للفيفا. قد يحمل اللاعبون أكثر من جنسية واحدة غير تابعة للفيفا.
| الرقم | البلد   | المركز | اللاعب                                                         |
| ----- | ------- | ------ | -------------------------------------------------------------- |
|       | إسبانيا | حارس   | خوسيه أندريس أوليفيرا (إلي نادي فييانوفينسي حتي 30 يونيو 2025) |

| الرقم | البلد   | المركز | اللاعب                                                          |
| ----- | ------- | ------ | --------------------------------------------------------------- |
|       | السنغال | مهاجم  | يعقوب دابو (إلي نادي جوفينتود دي توريمولينوس حتي 30 يونيو 2025) |

## الملعب
يلعب نادي ميريدا مبارياته على أرضه في ملعب رومانو ، الذي يتسع لـ 14600 متفرج. 
- خريطة جوجل لملعب رومانو

## التاريخ التدريبي
- أنجيل الكازار (2015)
- أنطونيو جوميز (2016)
- خوسيه ميغيل كامبوس رودريغيز (2016)
- برناردو بلازا (2016)
- خوسيه إلوي خيمينيز مورينو (2016–17)
- مهدي النفطي (2017)[12][13]
- لورين مورون (2017–18)
- مهدي النفطي (2018)[14][15]
- سانتو أمارو (2019)
- دييغو ميرينو (2019–20)
- جوانما (2020)
- داني موري (2020–21)
- ميغيل ريفيرا مورا (2021)
- خوان جارسيا (2021)

- خافيير ألفاريز دي لوس موزوس (2021–22)
- جوانما (2022–)

## روابط خارجية
- الموقع الرسمي باللغة الإسبانية
- صفحة النادي علي x باللغة الإسبانية
- ملف فريق كرة القدم باللغة الإسبانية
- المدونة الرسمية باللغة الإسبانية
- الملف التعريفي لـنادي FEF باللغة الإسبانية